# Carla Cortijo
Carla Daniela Cortijo Sánchez (San Juan, 21 luglio 1987) è un'ex cestista portoricana, professionista nella WNBA.

## Carriera
Con Porto Rico ha disputato due edizioni dei Campionati americani (2011, 2013).